# Нова-Санта-Элена
Нова-Санта-Элена (порт. Nova Santa Helena) — муниципалитет в Бразилии, входит в штат Мату-Гросу. Составная часть мезорегиона Север штата Мату-Гроссу. Входит в экономико-статистический микрорегион Синоп. Население составляет 3347 человек на 2007 год. Занимает площадь 2627,835 км². Плотность населения — 1,3 чел./км².

## История
Город основан в 2000 году.

## Статистика
- Валовой внутренний продукт на 2005 год составляет 25 201 000,00 реалов (данные: Бразильский институт географии и статистики).
- Валовой внутренний продукт на душу населения на 2005 год составляет 7529,42 реалов (данные: Бразильский институт географии и статистики).